# Кирлеутское озеро
Кирлеу́тское о́зеро, а также Кирлеу́т (укр. Кирлеуцьке озеро, крымскотат. Kerlevüt gölü, Керлевют голю) — солёное озеро, расположенное в северо-восточной части Красноперекопского района. Площадь водного зеркала — 20,8 км², 16,7 км². Тип общей минерализации — солёное. Происхождение — лиманное. Группа гидрологического режима — бессточное.

## География
Входит в Перекопскую группу озёр, где является третьим по площади. Длина — 13 км. Ширина средняя — 1,6 км, наибольшая — 3 км. Глубина средняя — 1,5 м, наибольшая — 3 м. Высота над уровнем моря — −3,9 м. Озеро не используется. Ближайшие населённые пункты: село Источное расположено на юго-западном берегу, Магазинка — южнее озера.
Озеро имеет неправильную продолговато-овальную форму, оно вытянуто в направлении с северо-запада на юго-восток. Южная часть котловины сужена, северная расширена. Протяжённость с севера на восток превышает протяжённость с запада на восток примерно в шесть раз. Общая площадь водосбора озера 101 км². Почти вся береговая линия озера, кроме южной, обрывистая, за исключением некоторых небольших участков,: без пляжей на севере и северо-западе, юго-востоке высотой 7 и 5 м соответственно, с пляжами на северо-востоке, востоке (с балками) и юго-западе высотой 5, 2 и 3 соответственно. На берегах гнездятся птицы, поскольку оно как и Айгульское не загрязнено от деятельности химической промышленность, в отличие от других озёр Перекопской группы. В центральной и южной частях озера расположены острова.
Среднегодовое количество осадков — менее 400 мм. Питание: подземные воды Причерноморского артезианского бассейна, сбросные и дренажные воды.